# Mr. Plankton
Mr. Plankton (Mr. 플랑크톤?, Mr. peullangkeutonLR) è una serie televisiva sudcoreana distribuita da Netflix l'8 novembre 2024.

## Trama
Jae-mi viene costretta dal suo ex Hae-jo, un uomo frutto di un'inseminazione artificiale sbagliata, ad accompagnarlo nel suo ultimo viaggio dopo aver scoperto di essere malato terminale. Contemporaneamente, anche Jae-mi scopre di avere un problema medico.

## Personaggi e interpreti
- Hae-jo, interpretato da Woo Do-hwan
- Jo Jae-mi, interpretata da Lee Yoo-mi
- Eo Heung, interpretato da Oh Jung-se
- Bum Ho-ja, interpretata da Kim Hae-sook